# Anisodes lichenaria
Anisodes lichenaria là một loài bướm đêm trong họ Geometridae.